# AS FOR ONE DAY
AS FOR ONE DAY(애즈 포 원 데이)는 2003년 4월 23일에 발매된 모닝구무스메의 열여덟 번째 싱글이다.

## 개요
- 야스다 케이가 참가한 마지막 싱글이다. 《하로모니》(2003년 5월 11일 방송분) 신곡 무대에서는 야스다 케이 졸업 기획의 일환으로써, 카메라가 야스다 케이만 찍는 버전이 방송되었다.

- 커플링곡 "Never Forget"은 Memory 青春の光의 커플링곡이며, 당시 졸업을 앞두고 있던 후쿠다 아스카가 메인으로 맡았던 파트를 야스다가 이어받았다.

- 다음 싱글 シャボン玉와 함께 태양의 서커스가 연기한 《퀴담 2003》의 이미지송으로 선정되었다.

- 이 싱글을 마지막으로 '여성그룹 싱글 CD 오리콘 연속 1위' 기록이 끊어졌다. 다음 오리콘 1위를 차지한 것은 약 3년 반 후에 발매된 歩いてる이다.

## 수록곡
1. AS FOR ONE DAY
작사, 작곡 : 층쿠 / 편곡 : 스즈키Daichi히데유키
2. Never Forget (Rock ver.)
작사, 작곡 : 층쿠 / 편곡 : 고니시 다카오, 사카이 미키오
3. AS FOR ONE DAY (Instrumental)

## 참여 뮤지션
※괄호는 트랙 번호
- 스즈키Daichi히데유키 - 프로그래밍, 기타 (1)
- 겐 잇데쓰 - 스트링스 (1)
- 이노우에 신페이 - 플루트 (1)
- 사카이 미키오 - 프로그래밍, 기타 (2)
- 가와무라 "카스케"노리야스 - 드럼 (2)
- 소 히데하루 - 베이스 기타 (2)
- 가와구치 슈지 - 기타 (2)
- 우에스기 요지 - 오르간 (2)

## 차트
- 골드 (일본 레코드 협회)
- 주간최고순위 1위 (오리콘 차트)